# 森山未來
森山 未來（もりやま みらい、1984年8月20日 - ）は、日本の俳優・ダンサーである。兵庫県神戸市出身。

## 来歴
5歳からジャズダンス、6歳からタップダンス、8歳からクラシックバレエとヒップホップダンスを始める。神戸大学附属住吉小学校に入学。
1995年：10歳の時に阪神・淡路大震災が発生し神戸市の自宅において被災。母親が経営していたダンススタジオが大きな被害を受けたが、自身の家族は無事であった。そういった被災時の経験から持ち続けてきた「被災した経験が役者としての糧になっている」というような安易に前向きな美談やエピソードとしては語れない複雑な感情はNHK大阪放送局によるプレミアム10『絆・被災地に生まれたこころの歌』（2008年）、セミドキュメンタリー『未来は今』（2009年）、ドラマ『その街のこども』（2010年）といった番組制作への参加という形で自身の役者活動に影響を与えている。加えて、兵庫県や神戸市との関わりはさまざまな活動を通してずっと深く、2022年にはサンテレビ制作の『KOBE LIFE』にナレーターという形で参加し、神戸市に住んでいるいろいろな人たちの営みや活動を掘り下げて紹介している。
1999年：15歳の時、宮本亜門に抜擢され、舞台『BOYS TIME』に出演。以前も舞台経験がある。神戸大学附属住吉中学校を卒業。
2001年：16歳の時に単発ドラマ『TEAM 2』でドラマに初出演し、『さよなら、小津先生』で連続ドラマに初出演した。
報徳学園高等学校を卒業し、拓殖大学外国語学部スペイン語学科に進学するも中途退学した。
2003年：連続ドラマ『WATER BOYS』に主要配役キャストで出演。
2004年：社会現象となった映画『世界の中心で、愛をさけぶ』で主人公の松本朔太郎の高校生時代を演じた。本作の演技で森山自身も高い評価を受け、役者として注目を集めた。
2005年：月9ドラマ『危険なアネキ』で伊東美咲との姉弟役で主演、同作は平均視聴率18.8%という高視聴率を記録した。
2006年：一人二役で主演したドラマ『僕たちの戦争』がアジア・テレビジョン・アワードのシングルドラマ部門で最優秀賞を受賞。
2007年 - 2008年：デビュー以来所属していたアトリエ・ダンカンからオフィス作へ移籍。
2008年 - 2010年：NHK大阪放送局制作の阪神・淡路大震災関連番組に出演した。2008年にチャリティロック・フェスティバル「GOING KOBE '08」に出演した。
2010年：3月に一般女性との結婚を発表した。7月に主演ドラマ『その街のこども』が放送文化基金賞本賞を受賞した。10月に第一子の誕生を発表したが性別と名前は非公表とした。
2011年：主演映画『モテキ』が興行収入22億円を超えるヒットを記録し、2010年放送のドラマ版も各賞を受賞した。
2012年：2月に、シディ・ラルビ・シェルカウイが振り付けを演出した舞台「テヅカ TeZukA」で初めて海外公演に出演し、ローマから香港・ニュージーランド・ルクセンブルク・フランス・ドイツの各都市などを訪問した。7月に初のラジオ冠番組「森山未來のオールナイトニッポンGOLD」でパーソナリティを務めた。
2013年：初めて声を担当したアニメ映画『聖☆おにいさん』が5月に公開された。10月から2014年10月までの1年間、文化庁の平成25年度文化庁文化交流使としてイスラエルやベルギーのダンスカンパニー（インバル・ピント&アブシャロム・ポラックカンパニーなど）に滞在して活動した。11月に主演ドラマ『夫婦善哉』がギャラクシー賞9月度月間賞・第51回奨励賞を受賞した。
2016年：11月1日にオフィス作から独立を発表した。
2021年：4月、依頼された5名の役者が監督として短編映画を製作する「アクターズ・ショート・フィルム」において監督の1人に選ばれ、古くからの友人であり役者として互いに信頼関係がある永山瑛太を主演に起用した映画『in-side-out』を発表した。同年6月、新型コロナウイルス感染拡大に伴い一年に亘って公演の延期を続けていた岡田利規作の戯曲『未練の幽霊と怪物―「挫波」「敦賀」―』に出演し、イラク・バグダード出身の建築家ザハ・ハディドを演じた。同年7月、2020年東京オリンピックの開会式において、過去から現在までのオリンピック期間中に命を落とした人々を追悼するメッセージフィールド上に難民や被災者らを思わせるような出で立ちで現れ、ダンスなどのパフォーマンスを行った。2021年9月、神戸に自身の事務所を設立。また同じく2021年に神戸市長田区のNPO法人DANCE BOXの育成プログラム「国内ダンス留学」に招かれ、その成果として森山が初めて集団への振付をおこなったダンス作品『Re：Incarnation in Nagata（リンカネーション イン ナガタ）』を翌2022年1月に上演した。
2022年：4月、兵庫県神戸市北野に仲間とともに「アーティスト・イン・レジデンス神戸（AiRK）」を立ちあげた。

## エピソード
- 名前の漢字は元々「未来」の予定だったが祖母が姓名判断を行い苗字も含めた画数を考慮した結果「未來」と名付けてくれた[2]。
- 幼少のころから周囲の家族の影響によりハリウッドのミュージカル作品に親しんでいた[2][3]。
- 母は1991年から神戸でダンススタジオ「モダンミリイ」を経営しており、森山も幼少期に母親からダンスやバレエの基本的な動きを学んでいる。また、1995年の阪神淡路大震災でスタジオが大きな被害を受けたが、その後リニューアルを行い運営を再開している[4][24]。なお、坂口涼太郎もモダンミリイで習っていた一人。
- 好きな映画には『情婦』、『雨に唄えば』、『永遠のモータウン』を挙げており、自身が出演するのなら色々な作品に参加してみたいが、見る分に限って言うのなら素敵な音楽が流れている作品やミュージカル映画が昔から好きなのかもしれないと述べている。また、役者やダンサーにおいては幼少期に両親がよく流していた作品に出演していたフレッド・アステア、ジーン・ケリー、オードリー・ヘプバーン、ボブ・フォッシー、ジャック・レモン、ドナルド・オコナー、マレーネ・ディートリヒなど昔ながらの名俳優、名ダンサー、ミュージカル俳優に憧れがあると述べている[2][3]。
- 仕事で移動する際の暇な時間には自身が関わる作品に関連する本を読むことが多い。また、好きな作家には宮沢賢治、アゴタ・クリストフ、寺山修司、パウロ・コエーリョ、太宰治の名前を挙げている[25][2][3]。
- 漫画作品では水木しげる、手塚治虫、横山光輝の作品をよくお気に入りとしてあげている[2][3]。
- 出演した作品や一緒に仕事をした監督やスタッフや共演者から教えてもらう形で新旧、和洋のポップスなどの音楽を新しく知ることが多い。学生時代には友人らと山崎まさよし、スガシカオ、斉藤和義などをよく聴いたり、一緒に歌ったりしていた思い出があり、今でも新しい音源が出れば必ず聴いているくらい大好きだと話している[3]。
- ダンサーとしての活動を続ける過程で留学先のイスラエルやパレスチナ、ガザ地区のことを知っていくにつれさまざまな海外の文化を意識するようになったことから、仕事以外でも時々1人で海外諸国に出向くようになる。また、国内外問わず旅先で遭遇した嬉しかったことやハプニング、失敗談をラジオやトーク番組の中で話すことがある[26][27]。
- 映画『アンダードッグ』では丸一年をかけてボクシングに打ち込み、ハードなトレーニングを重ねながら食生活をすべて変え、実際にボクシングを生業にして生活しているボクサーの肉体に自然な形で近づいていけるような役作りを徹底した。また、映画『怒り』では無人島で生活する男性を演じるためにクランクイン前から単身で実際に無人島における生活を行い、自身の風貌を役に寄せていった[28][29]。
- 映画『人類資金』では、イスラエルの格闘技クラヴ・マガを使ったアクションに3か月道場通いをして挑戦。またアメリカ本国以外では初の映画撮影となる国連本部にて、クライマックスシーンである約8分間（台本にして14ページ）にわたる英語でのロングスピーチを単独で行なった。この撮影の際、オバマ・ケネディ両大統領やキング牧師の演説を見て参考にしたという。なお、この演説シーンが今作のクランクインであり、その時点では製作のゴーサインが正式に出ていない中でのロケ決行であった。劇中では英語の他にもロシア語やモン語を話すシーンも存在している[30]。
- 映画『苦役列車』の撮影にあたり、役作りもあり3畳一間風呂なし共同トイレの宿に一人で住まい、コップ酒と本にのみ縋る生活を送った。二日酔いで腫れた顔で現われると「役が降りてきた」と褒められる現場だったという。このとき不健康な生活を送る役どころに合わせ、原作や私小説家である著者の発言を元に主人公の１日の生活と自身の１日の生活をなるべくシンクロさせる形で毎日を過ごしながら役作りを行った結果、無理矢理増量させたような体型とはまた違う、自然と身体のいたるところがむくんでいくように体重が4,5キロほど増量していき、爪もそのまま伸ばし続けながら風貌を主人公に寄せていった[31]。
- ドラマ『夫婦善哉』では、和服が似合う体型になるためにお腹を出したいということで自身にとって和服が1番似合う体型になるまで増量していった。また、撮休日にロケハンに同行するなど役者としては珍しい一面があると土曜スタジオパークにおいて撮影スタッフから明かされたが、それを受けた森山は「その日は自分の撮影予定が無く1人で暇だったので頼んでみたら同行させてもらえました」と話している[32]。
- 2級小型船舶操縦士免許とスキューバダイビングのライセンスを取得しており、出演する作品のために[注 3]活用することがある。
- 兵庫の地酒「龍力」でオリジナルワンカップ酒を販売した[33]。
- 中学3年生の時に舞台『BOYS TIME』のオーディション（年齢制限は18歳以上だった）に一か八かで応募し、合格した。演出家の宮本亜門は「どんなダンスもこなしてしまう恐るべき15歳」「フレッド・アステア以来の天才」と述べている。また、この作品で同じく舞台デビューを果たしたのが佐藤隆太であり、2008年には佐藤の初主演連続ドラマ『ROOKIES』に友情出演している[34][35]。
- 2023年に公開された映画『シン・仮面ライダー』のキャストオーディションを森山が受けた時点では既に他のオーディションによって全ての仮面ライダーの配役が決まっている状態だったが、本作の監督・脚本を務めた庵野秀明が森山をどうにかして仮面ライダーに変身させることはできないかと考えた結果「仮面ライダー第0号」が誕生し、その設定を加えるために既に完成していた脚本を庵野監督が書き換える運びとなった。その裏話を舞台挨拶の場で庵野監督から聞いた森山は「仮面ライダーを演じる人は若い人というイメージが自分にはあったので『ちょい役でも怪人役でもなにか自分に手伝えることがあればいいな』という気持ちでオーディションを受けた後日、自分の配役を聞いた時には色々な意味で驚きました」と振り返っている[36][37][38]。
- 2008年に放送されたドラマ『刑事の現場』で共演した寺尾聰は、森山を「吸収力とパワーがある青年で、勘が良くて物おじしない。僕の若いころと違って堂々としている」と評した。また続編『リミット -刑事の現場2-』で共演した武田鉄矢は、「いい青年。普段はモゴモゴ話すが本番になると言葉が直列になってパワーアップする。集中力が高い。大げさな話ではなく、ハリウッドでいうジェームス・ディーンが出現した時みたいな衝撃度だった。未來には未来がある!」評し[39]、「本当にたいした役者。現場に行くとストーン!ってやれる子。お芝居のためなら何でも我慢できるし、いつか大河ドラマとか出たらすごい演技をするんでしょうね。」と語った[39]。
- 西田敏行は、森山が2012年に日刊スポーツ映画大賞助演男優賞を受賞した際、「森山君は役に対する対峙の仕方が素晴らしい。マット・デイモンみたい。クレバーで、何者かよく分からないところが素晴らしい」と評した[40]。
- 『髑髏城の七人』や『苦役列車』を鑑賞した市川海老蔵が、それ以来の森山のファンであり今一番共演したい俳優だとブログで明かしている[41]。
- 森山が出演したミュージカル作品『ヘドウィグ・アンド・アングリーインチ』を観劇した椎名林檎がラジオ[42] 出演時に森山を絶賛し「未來くんは歌もダンスも素晴らしく声も良い。彼は日本のデヴィッド・ボウイにもなれる逸材であり、彼へ曲を書かせてもらいたい」と発言している。
- 舞台『R2C2 〜サイボーグなのでバンド辞めます!〜』にて、作・演出の宮藤官九郎のリクエストにより劇中でキーボードを弾くことになった。それまでまったく演奏経験がなかったものの、わずかな稽古期間で2曲のピアノ弾き語りができるまでになった[43]。
- 主演ドラマ『その街のこども』では劇中音楽のドラムとパーカッション演奏にも参加している。
- 好きなミュージシャンと仕事をする機会も多く、斉藤和義とは出演作『フィッシュストーリー』、『リミット -刑事の現場2-』の主題歌として、スガシカオとはテレビ番組『Music Lovers』やスガMCのラジオ番組への出演、舞台『ヘドウィグ・アンド・アングリーインチ』での訳詞[注 4][44]、森山が出演したJ-PHONEのCM「虹をみたかい 篇」におけるBGM、キリンジとはエッセイ本『自棄っぱちオプティミスト』での鼎談やラジオ番組のゲスト出演など、役者の活動を通じて縁が生まれている。
- ドラマ『モテキ』ではCHAGE&ASKAの「201号」やキリンジの「悪い習慣」を劇中曲に推薦し採用された[3]。

## 出演

### 映画
- リボルバー 青い春（2003年、オリジナル・ビデオ作品） - タツトシ 役
- 世界の中心で、愛をさけぶ（2004年、東宝、行定勲監督） - 松本朔太郎 役
- スクールデイズ（2005年、ファントム・フィルム、守屋健太郎監督） - 主演・相沢晴生 役
- スマイル 聖夜の奇跡（2007年、東宝、陣内孝則監督） - 主演・佐野修平 役
- 百万円と苦虫女（2008年、日活、タナダユキ監督） - 中島亮平 役
- 20世紀少年（2008年、2009年、東宝、堤幸彦監督） - 漫画家角田 役
- フィッシュストーリー（2009年、ショウゲート、中村義洋監督）- 正義の味方 役
- モテキ（2011年、東宝、大根仁監督） - 主演・藤本幸世 役
- ALWAYS 三丁目の夕日'64（2012年、東宝、山崎貴監督） - 菊池孝太郎 役
- セイジ -陸の魚-（2012年、ギャガ・キノフィルムズ、伊勢谷友介監督） - 主演・僕（旅人） 役
- 苦役列車（2012年、東映、山下敦弘監督） - 主演・北町貫多 役
- 北のカナリアたち（2012年、東映、阪本順治監督） - 鈴木信人 役
- 人類資金（2013年、松竹、阪本順治監督） - 石優樹 役
- 怒り（2016年、東宝） - 田中信吾 役[45]
- Vision（2018年、LDH PICTURES、河瀬直美監督） - 岳 役
- サムライマラソン（2019年、ギャガ） - 辻村平九郎 役[46]
- "隠れビッチ"やってました。（2019年、キノフィルムズ） - 三沢光昭 役[47]
- オルジャスの白い馬（2020年、エイベックス・ピクチャーズ、竹葉リサ、エルラン・ヌルムハンベトフ監督） - カイラート 役 （海外映画初主演）
- アンダードッグ（2020年、東映ビデオ、武正晴監督） - 主演・末永晃 役[48]
- ボクたちはみんな大人になれなかった（2021年11月5日） - 主演・佐藤誠 役[49]
- シン・仮面ライダー（2023年、東映） - 緑川イチロー / 仮面ライダー第0号・チョウオーグ 役[50][51]
- MISS OSAKA ミス・オオサカ（2022年、カルチュア・パブリッシャーズ） - シゲル 役[52]
- 山女（2023年、アニモプロデュース、福永壮志監督） - 山男 役[53]
- ほかげ（2023年、新日本映画社、塚本晋也監督）[54]
- i ai（2024年3月8日公開、パルコ） - ヒー兄 役[55]
- 大いなる不在（2024年7月12日、近浦啓監督） - 主演・卓 役[56]
- パリピ孔明 THE MOVIE（2025年4月25日、松竹、渋江修平監督） - 小林 役[57]

### 劇場アニメ
- 聖☆おにいさん（2013年5月10日、東宝映像事業部） - 主演・イエス 役
- 犬王（2022年、サイエンスSARU） - 主演・友魚 役
- 化け猫あんずちゃん（2024年7月19日、TOHO NEXT） - 主演・あんずちゃん 役[58]

### OVA
- 聖☆おにいさん（2012年、2013年） - 主演・イエス 役

### テレビドラマ
- 金曜エンタテインメントドラマスペシャル TEAM 2（2001年、フジテレビ） - 佐上翔一 役
- さよなら、小津先生（2001年10月 - 12月、フジテレビ） - 井本浩二 役
- サイコドクター 第5話（2002年11月6日、日本テレビ） - 斉藤大 役
- 最後の弁護人 第9話（2003年3月12日、日本テレビ） - 佐藤祐樹 役
- WATER BOYS（2003年7月 - 9月、フジテレビ） - 立松憲男 役
- ほんとにあった怖い話 「最後の買い物」（2004年、フジテレビ） - 主演・浅井祐二 役
- 月9枠（フジテレビ）
  - 愛し君へ（2004年4月 - 6月） - 友川満雄 役
  - ラストクリスマス（2004年10月 - 12月） - 葉山達平 役
  - 危険なアネキ（2005年10月 - 12月）  - 主演・皆川勇太郎 役（※伊東美咲とのダブル主演）
- 僕たちの戦争（2006年9月17日、TBS、 アジア・テレビジョン・アワード シングルドラマ部門 最優秀賞） - 主演・尾島健太、石庭吾一 役（二役）
- 役者魂!（2006年10月 - 12月、フジテレビ） - 相川護 役
- まるまるちびまる子ちゃん（2007年7月19日、フジテレビ） - お姉ちゃんの家庭教師 役
- おじいさん先生（2007年9月9日、日本テレビ） - 奈良のシカ 役
- 土曜ドラマ（NHK総合）
  - 刑事の現場（2008年3月1日 - 29日） - 加藤啓吾 役
  - リミット -刑事の現場2-（2009年7月11日 - 8月8日） - 主演・加藤啓吾 役
  - 夫婦善哉（2013年8月24日 - 9月14日、ギャラクシー賞9月度月間賞・第51回奨励賞） - 主演 ・維康柳吉 役
- 土曜プレミアム 夢の見つけ方教えたる!（2008年3月8日、フジテレビ） - 木嶋健二 役
- 被取締役新入社員（2008年3月31日、TBS、TBS・講談社 ドラマ原作大賞受賞作） - 主演・羽ヶ口（鈴木）信男 役
- ROOKIES 第1話・第2話（2008年4月19日・26日、TBS） - 張本琢己 役（友情出演）
- その街のこども（2010年1月17日、NHK総合、放送文化基金賞本賞 ） - 主演・中田勇治 役※『その街のこども 劇場版』として、映画館での劇場公開もされた。
- 太宰治短編小説集 vol.2 走れメロス（2010年3月24日、NHK-BS2、映文連アワード2010 準グランプリ） - 主演・メロス 役
- ドラマ24 第20弾特別企画 モテキ（2010年7月 - 10月、テレビ東京、第48回ギャラクシー賞選奨 他） - 主演・藤本幸世 役
- 塀の中の中学校（2010年10月11日、TBS、モンテカルロ・テレビ祭 テレビ・フィルム部門 最優秀作品賞） - 森大河 役
- 浮世絵で旅する東海道中膝栗毛（2011年8月21日、NHKワールドプレミアム） - 主演・喜多八 役
- 連続ドラマW（WOWOW）
  - 贖罪 第1話（2012年1月、黒沢清監督、第69回ヴェネチア国際映画祭出品） - 大槻孝博 役 ※インターナショナルバージョンとして、映画館での劇場公開もされた。
  - 煙霞 〜Gold Rush〜（2015年7月18日 - 8月8日）  - 主演・熊谷 役
- 宮崎のふたり（2016年10月19日、NHK BSプレミアム / 2018年5月5日、NHKｰG、ギャラクシー賞10月度月間賞・第54回奨励賞） - 日高詠介 役 [59]
- 稲垣家の喪主（2017年3月18日、WOWOW） - 脩二 役[60]
- みをつくし料理帖（2017年5月13日 - 7月8日、NHKｰG） - 小松原（小野寺） 役
  - みをつくし料理帖スペシャル（2019年12月14日 - 12月21日、NHK総合）
- このマンガがすごい!「森山未來の『うしおととら』」（2018年、テレビ東京） - 主演・蒼月潮（森山未來/本人） 役
- 大河ドラマ いだてん〜東京オリムピック噺〜（2019年、NHK） - 美濃部孝蔵[61]、金原亭馬生、古今亭朝太[62] 役（3役）
- 岸辺露伴は動かない 第2話・第3話（2020年12月29日・30日、NHK総合） - 志士十五 役[63]
- アクターズ・ショート・フィルム「in-side-out」（2021年1月23日、WOWOWプライム） - 監督・脚本・出演[64][65]
- プリズム（2022年7月12日 - 9月13日、NHK総合） - 白石悠磨 役[66]
- 教場（フジテレビ） - 十崎波琉（千枚通し） 役[67][68]
  - 教場II 後編（2021年1月4日）
  - 風間公親-教場0- 第2話 - 第9話・最終話（2023年4月17日 - 6月5日・19日）
- パリピ孔明（2023年9月27日 - 11月29日、フジテレビ） - 小林 役[69][70]
- NHKスペシャル（NHK総合）
  - “宗教2世”を生きる ドラマ編「神の子はつぶやく」（2023年11月3日） - 木下信二 役[71]
  - 未解決事件  File.10 下山事件（2024年3月30日） - 主演・布施健 役[72]
- 地球の歩き方 タイ「現代アートの震源地を特集 バンコク〜チェンライ〜プーケット」編（2024年2月4日 - 18日、テレビ大阪・BSテレビ東京） - 主演・森山未來（本人） 役[73]
- 藤子・F・不二雄 SF短編ドラマ シーズン2「旅人還る」（2024年5月19日、NHK BS） - 主演・旅人 役[74]

### WEBドラマ
- au LISMOオリジナルドラマ「土俵際のアリア」（2009年7月13日 - 全4話、山下敦弘監督） - 古賀ワタル 役
- 飛鳥クリニックは今日も雨（2025年4月17日、Lemino） - 主演・リー 役[75][76]

### 舞台

#### 出演
- アルゴミュージカル ロボ!笑ったね（1997年7月 - 8月）
- BOYS TIME（1999年・2000年再演）
- ママ・ラヴズ・マンボ（2000年・2002年再演）
- ABCミュージカル『火の鳥』（2000年、演出：マキノノゾミ、音楽：財津和夫）
- こくまろな女達（2001年）
- ライアー・ガール（2002年）
- スター誕生（2004年）
- 森山未來DANCE LIVE w/z モダンミリイカンパニー FELLOWSHIP OF FABLY 〜旅の仲間達〜（2004年夏）
- BAT BOY THE MUSICAL（2005年春・2006年再演）主演
- 最悪な人生のためのガイドブック（2005年）
- 劇団☆新感線「メタル マクベス」（2006年5月 - 7月、原作：ウィリアム・シェイクスピア、脚色：宮藤官九郎） 「ゲキ×シネ」として、映画館での劇場公開もされた。
- 血の婚礼（2007年5月 - 6月、台本・演出：白井晃、原作：フェデリコ・ガルシーア・ロルカ、音楽：渡辺香津美）主演
- キャバレー（2007年10月 - 11月、演出：松尾スズキ）
- 劇団☆新感線 SHINKANSEN☆RX「五右衛門ロック」（2008年7月〈東京〉・8月〈大阪〉）※「ゲキ×シネ」として、映画館での劇場公開もされた。
- RENT（2008年11月 - 12月（東京）・1月（大阪）、製作：東宝、演出：エリカ・シュミット）主演
- R2C2 〜サイボーグなのでバンド辞めます!〜（2009年4月 - 5月（東京）・2009年6月（大阪）、作・演出：宮藤官九郎）
- 「ネジと紙幣」based on 女殺油地獄（2009年9月、製作：ホリプロ、作・演出：倉持裕）主演
- カフカの「変身」（2010年3月 - 4月、作：フランツ・カフカ、演出・構成：スティーヴン・バーコフ）主演
- I'm Levi's® 二人芝居「Griffon」（2010年6月3日、作・演出：倉持裕）主演
- シアターコクーン・オンレパートリー2010「タンゴ-TANGO-」（2010年11月、作：スワボミール・ムロジェック、演出：長塚圭史）主演
- Revival / ヤザキタケシ（2010年12月4日・5日（神戸）、演出・振付：ヤザキタケシ）
- PARCOプロデュース「LOVE LETTERS -20th Anniversary Christmas Special-」（2010年12月7日、作：A.R.ガーニー、訳：青井陽治）
- 劇団☆新感線 いのうえ歌舞伎「髑髏城の七人」（2011年8月（大阪）・9月 - 10月（東京）） ※「ゲキ×シネ」として、映画館での劇場公開もされた。
- テヅカ TeZukA（2012年2月23日 - 26日、演出振付：シディ・ラルビ・シェルカウイ）、制作協力：手塚プロダクション ※世界ツアー（ローマ・香港・ニュージーランド・ルクセンブルク・ドイツ/フランス各都市）にも参加し、自身初の海外公演出演を果たした。
- ヘドウィグ・アンド・アングリーインチ（2012年8月 - 9月、台本・演出：大根仁）主演
- 100万回生きたねこ（2013年1月 -2月 演出：インバル・ピント&アブシャロム・ポラック）主演
- Dance New Air 2014-「談ス」（2014年9月）
- プルートゥ PLUTO - 主演・アトム 役
  - （2015年1月9日 - 2月11日、演出：シディ・ラルビ・シェルカウイ）
  - （2018年1月6日 - 28日、Bunkamura シアターコクーン、2月、イギリス / オランダ / ベルギー、3月9日 - 14日、森ノ宮ピロティホール）
- 死刑執行中脱獄進行中（2015年11月 - 12月、構成・演出・振付：長谷川寧（冨士山アネット））主演
- シアターコクーン・オンレパートリー2016「メトロポリス」(2016年11月7日 - 11月30日、演出：串田和美) - 主演・フレーダー役[77]
- 劇団☆新感線「髑髏城の七人」 Season鳥（2017年6月 - 9月、IHIステージアラウンド東京） - 天魔王 役 [78]
- シアターコクーン・オンレパートリー2019「オイディプス」（2019年10月7日- 10月27日、演出：マシュー・ダンスター) - 神官役
- ポスト舞踏派 ダンス公演「魔笛」（2024年1月8日、KAAT神奈川芸術劇場 ホール) - 主演[79]
- * Bunkamura Production 2025「おどる夫婦」（2025年4月10日 - 5月4日、THEATER MILANO-Za / 5月10日 - 19日、森ノ宮ピロティホール / 5月24日・25日、りゅーとぴあ 新潟市民芸術文化会館 / 5月31日・6月1日、サントミューゼ 上田市交流文化芸術センター）主演・ヒコヒコ 役（長澤まさみとダブル主演）[80][81]
- チ。-地球の運動について-（2025年10月8日 - 26日〈予定〉、新国立劇場 中劇場 / 11月8日・9日〈予定〉、御園座 / 11月15日・16日〈予定〉、 呉信用金庫ホール / 11月21日 - 23日〈予定〉、梅田芸術劇場 メインホール / 11月29日・30日〈予定〉、J:COM北九州芸術劇場 大ホール） - ノヴァク 役[82][83]

#### ダンスカンパニー公演
- インバル・ピント&アブシャロム・ポラックカンパニー公演 （Dust、Oyster、Wallflower）（2013年10月 - 2014年10月）※Wallflowerのみ日本公演もあり（2014年10月）

#### 演出・主演
- WONDERLAND（2005年夏）
- STUDIO MODERN MILLIE DANCE LIVE PART III「OVER THE RAINBOW」（2006年春）
- 戦争わんだー（2007年8月 - 9月）

#### 脚本・演出・出演
- CANプロデュース公演 きゅうかくうしお vol.0「素晴らしい偶然をもとめて」（2010年8月）

### ドキュメンタリー番組
- アジアンスマイル（2008年7月20日、NHK総合・BS1） - ナレーション
- 踊る阿呆 森山未來・自撮り365日（2014年12月17日、NHK BSプレミアム）
  - ジドリ（2015年12月5日、NHK総合）[84]
- ドキュメント72時間 香港 チョンキンマンションへようこそ（2017年3月17日、NHK総合） - 語り
- BSNスペシャル「芸術の価値 舞踊家金森穣 16年の戦い」（2021年1月20日、新潟放送） - 語り[85]
- ドキュメント「シン・仮面ライダー 〜ヒーローアクション挑戦の舞台裏〜」（2023年3月31日、NHK BSP）[86]
- KOBE LIFE（2022年4月16日 -、サンテレビ） - ナレーション[87]

### ラジオ
- 森山未來のオールナイトニッポンGOLD（2012年7月20日）※初の冠番組パーソナリティ[7]

### ゲーム
- ドラゴンクエストヒーローズII 双子の王と予言の終わり（2016年5月27日、スクウェア・エニックス） - ラゼル 役

### CM/広告
- 日本マクドナルド「新しい瞬間 篇」
- J-PHONE 「虹をみたかい 篇」
- ハウス食品
  - 『ナチュラルブラウン』
  - カレーPR「夏に効く! カレー」「'05年末第九 篇」「'06年お正月 篇」
- ダイハツ工業 『ミラジーノ』
- 大塚製薬 『カロリーメイト』「そこは持っとかないと。新人の朝 篇」
- パルコ
  - 「福岡パルコOPEN記念CM」
  - 「2011夏グランバザール」
- リーバイス 2010年春のブランドキャンペーン「I'm Levi's®」
- カネボウ化粧品
  - キャンペーン「Lavshuca×FOX×GINGER Real Love Story Report」
  - KANEBO「I HOPE.希望の美容液」篇（2024年11月 - 、CM）- 中島セナ、阿部詩と共演[88]
- 三菱商事 「More Challenges」
- サントリーフーズ サントリー天然水（2012年3月 - ） - 木村文乃と共演[89]
- サントリー 金麦クリアラベル「おいしいのどごしの唄」篇 /「商店街」篇（2015年2月 - ） - 田中要次、木下隆行（TKO）、ホラン千秋と共演[90]
- トヨタ自動車「考えるハイブリッド」
- 新生フィナンシャル『レイクALSA』
- 中外製薬「がんではない。ひとりを見つめるのだ。」（2019年12月 - ）[91]

### ミュージックビデオ
- B'z「ARIGATO」（2004年）出演
- フジファブリック「夜明けのBEAT」（2010年）出演
- King Gnu「泡」（2021年）出演

## CD
- 劇団☆新感線「メタル マクベス」（2006年）の劇中歌を集めたCDに「メタル演歌〜七光り三度笠〜」「明けない夜はSO LONG」が収録
- 劇団☆新感線 「五右衛門ロック」（2008年）の劇中歌を集めたCDに「復讐こそ我が道」「絶望と光」が収録
- SAKEROCKのアルバム「LIFE CYCLE」に、タップダンスによる「音」として参加

## メイキングDVD
- 世界の中心で、愛をさけぶ 〜朔太郎とアキの記憶の扉〜
- 森山未來 in school daze

## 受賞歴

### 映画
- 2004年度
  - 第47回ブルーリボン賞 新人賞（『世界の中心で、愛をさけぶ』）
  - 第28回日本アカデミー賞 新人俳優賞（『世界の中心で、愛をさけぶ』）
  - 第28回日本アカデミー賞 優秀助演男優賞（『世界の中心で、愛をさけぶ』）
- 2009年度
  - 第24回高崎映画祭 最優秀助演男優賞（『フィッシュストーリー』）
- 2011年度
  - 第66回毎日映画コンクール 男優主演賞（『モテキ』）[92]
  - 第16回日本インターネット映画大賞 主演男優賞（『モテキ』）
- 2012年度
  - 第37回報知映画賞 助演男優賞（『北のカナリアたち』『ALWAYS 三丁目の夕日'64』）
  - 第25回日刊スポーツ映画大賞・石原裕次郎賞 助演男優賞（『北のカナリアたち』）
  - 第86回キネマ旬報ベスト・テン 主演男優賞（『苦役列車』）
  - 第36回日本アカデミー賞 優秀主演男優賞（『苦役列車』）
  - 第36回日本アカデミー賞 優秀助演男優賞（『北のカナリアたち』）[93]
  - 全国映連賞 男優賞（『苦役列車』『北のカナリアたち』）
- 2016年度
  - 第40回日本アカデミー賞 優秀助演男優賞（『怒り』）
- 2020年度
  - 第75回毎日映画コンクール 男優主演賞（『アンダードッグ』）[94]
  - 第94回キネマ旬報ベスト・テン 主演男優賞（『アンダードッグ』）[95]
- 2023年度
  - 第37回高崎映画祭 最優秀助演男優賞（『ほかげ』）[96]
  - 第17回Japan Cuts Cut Above賞（森山が出演した全ての作品における芝居に対して）[97]

### ドラマ・演劇・ダンス
- 2003年度
  - 第38回ザテレビジョンドラマアカデミー賞 助演男優賞（『WATER BOYS』）[98]
- 2012年度
  - エランドール賞 新人賞（『苦役列車』『北のカナリアたち』『贖罪』『ALWAYS 三丁目の夕日'64』ほか）[99]
  - WOWOW勝手に演劇大賞2012 プライム男優賞（『テヅカ TeZukA』『ヘドウィグ・アンド・アングリーインチ』）
- 2013年度
  - 第21回読売演劇大賞 優秀男優賞（『100万回生きたねこ』）
- 2016年度
  - 第10回日本ダンスフォーラム賞[100]

## 書籍

### 写真集
- 森山未來 写真集「ぼくのSchool Daze Diary」（ロッキング・オン、2005年12月）ISBN 4-86052-056-4

### 雑誌連載
- SWITCH (スイッチ・パブリッシング）「彼方からの手紙」（2013年12月 - ）